# Fibertel
Fibertel  fue un proveedor de servicios de Internet (ISP) y telefonía fija de Argentina. Organizada como compañía dentro de Cablevisión hasta 2003, año en que fue fusionada a la empresa matriz, aunque continuando con sus operaciones como marca. En 2006, Cablevisión fue adquirida por el Grupo Clarín y desde 2018 era operada por Telecom Argentina S.A..

## Historia
Fibertel inició sus operaciones en 1997, convirtiéndose en la primera empresa del país en ofrecer en forma masiva la tecnología cablemódem. El 1º de abril del 2003 la sociedad se fusionó a su empresa matriz, Cablevisión y Multicanal.
En 2006 el Grupo Clarín adquirió el 100% de la empresa.[cita requerida]
En octubre de 2009, Multicanal en Paraguay cambió su nombre a Cablevisión, ofreciendo el servicio de conexión de Internet bajo la marca Fibertel.
El 4 de octubre del 2021, Telecom unificó sus marcas, dejando la marca Cablevisión Fibertel como Personal Flow.

### Licencias del Grupo Clarín
Desde el comienzo de sus operaciones, Fiber-Tel TCI2 Sociedad Anónima, posteriormente Fibertel Sociedad Anónima, operó como Prestador de Servicios de Telecomunicaciones con diferentes licencias emitidas por la Secretaría de Comunicaciones del Gobierno Nacional, hasta que se le fue otorgada la licencia única el 7 de febrero de 2003 (mediante Resolución N.º 83).
Sin embargo, desde su fusión con Cablevisión, la vigencia de dicho permiso ha sido catalogada de irregular.
En 2007, el Grupo Clarín declaró en la Bolsa de Comercio de Londres durante una oferta pública de acciones que "(...) no puede asegurar que podrá mantener las licencias de telecomunicaciones de ciertas subsidiarias".
La actividad de telecomunicaciones es, en el país, un sector regulado por el Estado. Si bien la Ley de Sociedades Comerciales establece en caso de fusión que:

la nueva sociedad o la incorporante adquiere la titularidad de los derechos y obligaciones de las sociedades disueltas, produciéndose la transferencia total de sus respectivos patrimonios
Art. 82, LSC

es necesario obtener autorización previa de la Autoridad de Aplicación, en este caso, la Secretaría de Comunicaciones, para la transferencia de la licencia. Cablevisión alega que cursó dicha notificación el 5 de marzo de 2003, que aún no fue respondida, cuando el plazo máximo para que el órgano de control se pronuncie es de sesenta días contados a partir de la fecha de presentación, lo cual no implica aceptación ni rechazo de la misma.
A pesar de ello, Cablevisión continuó con el proceso de fusión, y el 15 de enero de 2009 presentó la liquidación de Fibertel Sociedad Anónima. Meses después, la empresa tuvo el primer inconveniente al respecto, al ser declarada incompetente en una contratación directa del Gobierno de la Ciudad de Buenos Aires, tras un pedido de reconsideración de un competidor, quien señaló que la empresa "no posee licencia única para prestar servicio de telecomunicaciones y que no ha obtenido la autorización para modificar su situación societaria”.
En julio de 2010, la Secretaría de Comunicaciones revocó la asignación de la numeración que le había otorgado a Fibertel S.A. para brindar telefonía días antes, alegando que la misma se encontraba disuelta. El día 5 de agosto el organismo dispuso a Cablevisión que se abstenga de incorporar a nuevos clientes al servicio de Internet que brindaba bajo la licencia otorgada a Fibertel SA. La empresa continuó comercializando el servicio, pero bajo otra licencia del grupo.
Finalmente, el 19 de agosto de 2010 se anuncia la caducidad de la licencia de Fibertel S.A. como proveedor de Internet. La resolución se basa en el hecho de que la empresa no cuenta con personería jurídica al haber sido disuelta, ante lo cual la Autoridad de Aplicación está facultada a declarar la caducidad de las licencias, según lo establece el artículo 16 del decreto reglamentario. Se estableció un período de 90 días hábiles a los usuarios para cambiar de proveedor.
La empresa apeló administrativamente la decisión, como así también usuarios de asociaciones de consumidores presentaron ante la Justicia varios recursos de amparos contra la resolución, En el mes de diciembre de 2010, la Cámara Federal de La Plata revocó la sentencia del juez de primera instancia que suspendía la aplicación de la resolución de la Secretaría de Comunicaciones de la Nación, confirmando que Fibertel debía cerrar. Días después la empresa emitió un comunicado advirtiendo que no iban a cumplir la sentencia. Posteriormente otro juez de primera instancia, un día antes de la feria judicial, falló nuevamente suspendiendo la resolución de caducidad.
El 25 de septiembre, un juez platense suspendió la aplicación de la resolución. El 20 de diciembre de 2010, luego de la apelación la Cámara revisora revocó dicha sentencia. La asociación de defensa del consumidor Prevención, Asesoramiento y Defensa del Consumidor (PADEC) desde junio del 2006 que inició un juicio ordinario a la empresa Fibertel, la causa estuvo un año paralizada hasta que fue asignada al juez Osvaldo Álvarez, quien el 29 de marzo de 2010 admitió la demanda.

### Juicios por montos de los abonos
En 2006, usuarios particulares iniciaron una demanda debido a los costos privilegiados que provee la empresa a los usuarios nuevos, con gran diferencia a los abonos para los usuarios con antigüedad en la firma: "mientras que los usuarios pagaban por el servicio abonos de entre $ 110 y $ 130, a los que nuevos tenían acceso a promociones de $ 24 (2006) y $ 40 (2005)". La causa fue llevada por el Juzgado N.º 71 del Fuero Civil Nacional de Capital Federal de la doctora Gabriela Iturbide, pero la jueza se declaró "incompetente por cuestiones de decencia y decoro".
La causa luego fue asignada al juez Osvaldo Álvarez, quien el 29 de marzo de 2010 admitió la demanda y conminó a la empresa a restituir las sumas diferenciales a los clientes discriminados. El fallo fue apelado por el Grupo Clarín y la Sala I de la Cámara Nacional de Apelaciones en lo Civil, la cual revocó el fallo.
La asociación de defensa al consumidor interpuso un recurso extraordinario ante la Cámara que, de ser rechazado, irá a la Corte Suprema para su tratamiento.[cita requerida]